# Ranunculus adoxifolius
Ranunculus adoxifolius Hand.-Mazz. – gatunek rośliny z rodziny jaskrowatych (Ranunculaceae Juss.). Występuje naturalnie w północnych Indiach, w Nepalu oraz Chinach (południowo-wschodnia cześć Tybetu). 

## Morfologia
PokrójBylina o lekko owłosionych pędach. Dorasta do 5–12 cm wysokości.
LiścieSą matowe. Mają nerkowaty kształt. Mają 1–2,5 cm długości oraz 1,5–2,5 cm szerokości. Są całobrzegie. Ogonek liściowy jest lekko owłosiony i ma 2–5 cm długości.
KwiatySą pojedyncze lub zebrane w parach. Pojawiają się na końcówkach pędów. Są nagie i mają żółtą barwę. Dorastają do 7 mm średnicy. Mają 5 działek kielicha o podłużnie eliptycznym kształcie, które dorastają do 3–4 m długości. Mają 5 lub 6 płatków o podłużnie eliptycznym kształcie i długości 3–4 mm.
OwoceNagie niełupki zebrane w jajowatych główkach.

## Biologia i ekologia
Rośnie na łąkach. Występuje na wysokości od 3400 do 4300 m n.p.m. Kwitnie od maja do września.